# 桔梗色
桔梗色（ききょういろ）は、桔梗の花のような青みを帯びた紫色。きかういろ

## 概要
桔梗の名称は平安時代から使われるようになり、古名は「あさがお」という。現在のアサガオとは別のもの。
『うつほ物語』に「桔梗色の織物の細長」、『栄花物語』の「桔梗色の表着」とあるように織色、重色があり秋の衣装に用いられた。織色に関しては資料は残されていない。
襲の色目としては諸説あるが、表が二藍で裏が濃青（『薄様色目』）など青紫に緑を合わせたものが多い。
江戸時代には染め色として登場しており、宝永六年の『油殺女地獄』には桔梗色の繻子の帯が登場している。
明和九年の『諸色手染草』には下染めを千草色（露草色）にした上から明礬で発色させた蘇芳を染めるか、紅花を使うと有る。紅の高価さから考えると一般的には蘇芳で染められたものと思われる。
俳人小林許六は『百花譜』で「桔梗は其の色に目を取られり」と色の美しさを褒めており、野草の中に咲いた姿は田舎の粗末な家の前に思いがけず美しい娘が立っているような様子だと褒め称えている。